# Szczukariewo
Szczukariewo (ros. Щукарево) – wieś w Rosji, w rejonie wołogodzkim obwodu wołogodzkiego. W 2010 r. liczyła 3 mieszkańców.